# Panicum pectinellum
Panicum pectinellum är en gräsart som beskrevs av Otto Stapf. Panicum pectinellum ingår i släktet vipphirser, och familjen gräs. Inga underarter finns listade i Catalogue of Life.